# Kế hoàng hậu
Thanh Cao Tông Kế Hoàng hậu (chữ Hán: 清高宗繼皇后, 11 tháng 3, năm 1718 - 19 tháng 8, năm 1766), Na Lạp thị, là Hoàng hậu thứ 2 của Thanh Cao Tông Càn Long Đế. Trong Thanh sử cảo, bà được gọi là Hoàng hậu Ô Lạp Na Lạp thị (皇后烏拉那拉氏), sử Triều Tiên gọi là Thanh Cao Tông Hoàng hậu (清高宗皇后), các sách đương thời gọi Na Lạp Hoàng hậu (那拉皇后) hay Nạp Lan Hoàng hậu (納蘭皇后).
Từ vị trí Trắc Phúc tấn, Na Lạp thị tấn lên Phi rồi Quý phi. Sau khi Hiếu Hiền Thuần Hoàng hậu mất, chỉ trong vòng chưa tới 5 tháng, Na Lạp thị đã được Càn Long "tuyên bố" rằng bà sẽ là người kế thừa vị trí Trung cung, phong làm Hoàng quý phi, rồi tạo ra danh hiệu [Hoàng quý phi Nhiếp lục cung sự; 皇貴妃攝六宮事], lễ nghi án theo lễ lập Hậu. Có thể nói quy cách năm đó của Na Lạp thị là điều chưa từng có trong lịch sử nhà Thanh. Sau khi trở thành Hoàng hậu, Na Lạp thị cùng Càn Long Đế ân ái, thường đi theo Hoàng đế tham gia các buổi du tuần quan trọng. Tuy nhiên vào đầu năm Càn Long thứ 30 (1765), khi cùng Càn Long Đế thực hiện Nam tuần, Na Lạp thị đột ngột bị thất sủng và bị đưa về Bắc Kinh. Không lâu sau đó, Càn Long Đế ra chỉ thu hồi toàn bộ sách văn của bà và giam lỏng trong cung.
Quyết định này của Càn Long Đế cho đến nay vẫn còn là vấn đề gây tranh cãi của lịch sử nhà Thanh. Việc bà bị cấm túc cũng đã dấy lên nhiều dị nghị bất bình trong triều đình lúc bấy giờ. Theo những tài liệu thể hiện, cùng lời giải thích vào năm 1778 của bản thân Càn Long Đế, ngày hôm đó Hoàng hậu Na Lạp thị đã cắt tóc để xuất gia, hành động cắt tóc (tiễn phát) là điều đại kỵ nhất trong quốc tục Mãn Thanh. Khi Na Lạp Hoàng hậu qua đời, Càn Long Đế không ban thụy hiệu, lại án theo lễ Hoàng quý phi mà an táng, dùng [Hoăng; 薨] thay vì [Băng; 崩] dành cho Đế-Hậu để tuyên cáo thiên hạ cái chết của bà. Những điều này đã khiến nhiều triều thần phản đối, có quan viên vì ngăn cản mà bị lưu đày. Rất nhiều lời đồn và nghi vấn về sự kiện này trong nhân gian, đặc biệt nhất là trong chuyến tuần du Giang Nam, chủ yếu xoay quanh việc Càn Long Đế định cho các kỹ nữ nhập cung khiến cho Hoàng hậu nổi giận mà cắt tóc.
Trong tờ tấu thỉnh an được trưng bày tại bảo tàng Nam Kinh vừa được công bố triển lãm, có nội dung liên quan đến sự việc của Hoàng hậu. Cũng trong năm xảy ra việc, Càn Long Đế mệnh các Nội đại thần của Nội vụ phủ kiểm soát gắt gao hành tung của Hoàng hậu khi hạ lệnh giam lỏng bà, còn bắt tra khảo 3 vị cung nữ phục vụ bà ngay cái đêm mà Hoàng hậu cắt tóc. Chung quy, theo tờ thỉnh an chiết, thì đến cuối cùng Càn Long Đế cũng không hề biết được nguyên nhân vì sao Hoàng hậu đã làm vậy.

## Thân thế

### Dòng dõi
Cao Tông Kế Hoàng hậu Na Lạp thị, sinh ngày 10 tháng 2 (âm lịch) năm Khang Hi thứ 57. Trong sách Thanh sử cảo, bà được gọi là [Ô Lạp Na Lạp thị; 烏拉那拉氏], nhưng đúng ra bà phải được gọi là [Huy Phát Na Lạp thị; 輝發那拉氏], do dòng tộc bà là hậu duệ của Huy Phát Bối lặc Vương Cơ Trử.
Theo Khâm định Bát Kỳ thông chí (钦定八旗通志) và Bát Kỳ Mãn Châu thị tộc tông phổ (八旗满洲氏族通谱), dòng tộc của bà là Huy Phát Na Lạp thị vốn mang họ Na Lạp thị, sống tại vùng đất tên Huy Phát. Đất Huy Phát là khởi thủy bởi Huy Phát Bối lặc Vương Cơ Trử, xét là Mãn Châu Tương Lam kỳ thuộc Hạ Ngũ kỳ xuất thân. Nguyên gốc dòng họ của Hoàng hậu cần phải giải thích khá phức tạp, bởi vì vốn dĩ họ [Na Lạp thị] là một dòng dõi cổ xưa của người Nữ Chân, đã có ghi chép cuối thời nhà Đường, sang thời nhà Minh thì sinh ra 4 bộ lớn ở Hải Tây, tất cả đều mang họ Na Lạp thị, nên gọi [Na Lạp tứ bộ]. Bốn bộ ấy bao gồm: Diệp Hách, Ô Lạp, Cáp Đạt và Huy Phát.

### Vấn đề gọi họ
Căn cứ nghiên cứu của Quất Huyền Nhã, trong 4 bộ tộc của Na Lạp thị thì có sớm nhất là Ô Lạp, sau một nhánh tộc Na Lạp đất Ô Lạp di cư sang Cáp Đạt, hình thành nên hai nhánh lớn của Na Lạp thị là dòng "Ô Lạp Na Lạp thị" và "Cáp Đạt Na Lạp thị". Ngoài ra nếu trong lãnh thổ có một địa danh do họ [Na Lạp thị] cai quản, cũng lấy tên địa danh gọi thành tông tộc, như [Trương Na Lạp thị]. Về sau, có một người Mông Cổ tên Tinh Căn Đạt Nhĩ Hán (星根達爾漢), nguyên dòng dõi Thổ Mặc Đặc thị, xuất quân tiêu diệt Trương Na Lạp thị, phát hiện địa phương này lấy họ Na Lạp thị làm thủ lĩnh, cũng bèn đổi họ của mình qua Na Lạp thị, gọi là [Thổ Mặc Đặc Na Lạp thị]. Về sau, Thổ Mặc Đặc Na Lạp thị di cư đến đất Diệp Hách, hình thành nên dòng tộc "Diệp Hách Na Lạp thị" danh tiếng. Tương tự như vậy, Hắc Long giang Nữ Chân có một chi là "Ích Khắc Đắc Lý thị", thủ lĩnh là một đôi anh em tên Ngang Cổ Lý (昂古里) và Tinh Cổ Lực (星古力), đem toàn bộ bộ tộc đến địa phương tên Trương. Địa phương có đại bộ chủ, tên Cát Dương Cát Thổ Mặc Đồ (噶揚噶土墨圖), họ Na Lạp thị, chịu trợ giúp hai anh em, nên hai anh em từ đó sửa họ lại thành Na Lạp thị. Về sau hậu duệ Tinh Cổ Lực di cư đến Huy Phát, phát kiến ra Huy Phát quốc, là ngọn nguồn của "Huy Phát Na Lạp thị". Do tính chất phân nhánh như vậy của Na Lạp thị, các chi Na Lạp thị luôn tự xưng mình là dòng dõi cổ nhất trong 4 chi, tức Ô Lạp Na Lạp thị.
Cho nên đáng lý ra, Kế Hoàng hậu phải được gọi là "Hoàng hậu Huy Phát Na Lạp thị", nhưng dòng dõi của bà vẫn tự xưng là Ô Lạt Na Lạp thị, đây cũng là vì các gia tộc Mãn Châu luôn có hiện tượng "leo lên", tức là các bộ tộc ít tiếng tăm hơn đều tự xưng là thân thuộc của dòng họ có tiếng hơn, ở đây là Ô Lạt. Trường hợp này tương tự Giác La thị, đương thời có: Ái Tân Giác La thị, Y Nhĩ Căn Giác La thị, Tây Lâm Giác La thị, Thư Thư Giác La thị và Gia Mộc Hồ Giác La thị, ngoại trừ Ái Tân Giác La là hoàng thất, thì Y Nhĩ Căn Giác La thị là dòng họ có nhiều danh tiếng nhất, nên trong sách phong hoặc truyện ký, hậu duệ Thư Thư Giác La thị và Gia Mộc Hồ Giác La thị thường xuyên tự nhận mình là Y Nhĩ Căn Giác La, dù thực tế chẳng có liên quan gì. Bên cạnh đó, Ô Lạt hay Huy Phát, Diệp Hách đều là tên địa phương, trong nhiều trường hợp có thể bỏ hẳn mà không cần ghi, do đó đương thời bà chỉ được gọi là "Na Lạp thị" mà thôi.
Như vậy xét ra, Kế Hoàng hậu Na Lạp thị không cùng dòng dõi với Hiếu Kính Hiến Hoàng hậu - nguyên phối của Thanh Thế Tông Ung Chính Đế; cũng như không hề liên quan đến gia tộc Ô Lạp Na Lạp thị của Hiếu Kính Hiến Hoàng hậu.

### Gia thế
Nếu chỉ xét về nguồn gốc, dòng dõi của Kế Hoàng hậu là dòng dõi của Huy Phát Quốc chủ Na Lạp thị, nếu chỉ xét đến gốc gác thì gia cảnh của bà rất cao. Cao tổ phụ là Mãng Khoa (莽科), là cháu nội của Huy Phát Bối lặc Vương Cơ Trử, cùng thế hệ với vị Bối lặc cuối cùng của Huy Phát quốc, Bái Âm Đạt Lý. Mãng Khoa dẫn tông tộc nhập Mãn Châu kỳ, phân phó ở Tương Lam kỳ, qua các đời được thế tập chức vụ [Tá lĩnh; 佐领], thuộc hàng Tứ phẩm. Mãng Khoa sinh La Hòa (罗和) nhậm chức Phó Đô thống. La Hòa sinh ra La Đa (罗多) nhậm chức Hộ quân Tham lĩnh và Na Nhĩ Bố (那爾布) nhậm chức Tá lĩnh. Na Nhĩ Bố là cha thân sinh ra Na Lạp thị, từng giữ chức ở Thịnh Kinh, do đó rất có thể Na Lạp thị sinh ra tại đây. Chính thất và cũng là mẹ của Na Lạp thị là Lang Giai thị (郎佳氏), ngoài Na Lạp thị còn sinh ra một con trai tên Nột Lý (讷里), Nột Lý sinh ra Nạp Tô Khẳng (纳苏肯; cũng phiên Nột Tô Khẳng 讷苏肯).
Suy xét về gia thế, gia đình của Kế Hoàng hậu không hề thấp kém, nhưng cũng không xem là quá vinh quý. Tổ phụ đảm nhiệm Phó Đô thống, bá phụ đảm nhiệm Hộ quân Tham lĩnh, tuy xem là cao cấp quan viên, song xét với Thượng thư hay Đô thống vẫn là có chênh lệch. Tuy vậy, cha bà được tập tước Tá lĩnh, mà ở xã hội Mãn Châu, tầng lớp cai trị rất xem trọng thể thức "Thế quản Tá lĩnh", và "Thế tước thế chức"; biểu thị cho địa vị của dòng tộc trong xã hội Mãn Châu khi đó. Trong đó, Thế tước thế chức biểu thị địa vị gia tộc có công lao khai quốc mà được thụ phong, còn Thế quản Tá lĩnh lại biểu thị dòng dõi có truyền thống và gốc gác cao. Đấy là bởi vì để có được chức Tá lĩnh, thông thường đều là từ tầng lớp giai cấp ["Bộ trưởng"] (nghĩa là tộc trưởng của một bộ tộc) của người Nữ Chân khi xưa, vì những Bộ trưởng sau khi nhập kỳ mới đủ tư cách có chức Tá lĩnh. Người Mãn có tư duy tôn sùng "Bộ trưởng" đặc biệt cao, nhất là giai đoạn đầu thời kì nhập quan. Khi Thanh Thánh Tổ Khang Hi Đế chọn lập Hoàng hậu, tính chọn cháu gái Sách Ni, thì Ngao Bái không đồng tình, mà nên chọn con gái của Át Tất Long. Vì bởi lẽ, Sách Ni tuy là phụ chính đại thần, quan hàm cao quý, song xuất thân Hách Xá Lý thị rất thấp, chỉ là Hải Tây bộ nhân, không có chức Bộ trưởng hay Lộ trưởng, trong khi đó Át Tất Long xuất thân Nữu Hỗ Lộc thị cao quý, thế tập Lộ trưởng của Anh Ngạch địa phương.
Điều này không có nghĩa gia đình của Kế Hoàng hậu Na Lạp thị là có địa vị cực cao, nếu tính ra thì tuy dòng dõi Huy Phát quốc chúa, song gia đình bà không thuộc chi gần bằng gia tộc của Thông Quý (通貴) thuộc Tương Hồng kỳ, cũng là tử tôn của Vương Cơ Trử, chi tộc này có Thế quản Tá lĩnh lẫn Thế tước truyền đời. Nên là nếu xét dòng dõi thì Na Lạp thị rất sang trọng và có gốc gác, nhưng gia tộc lại không mấy hiển hách khá giả. Đó là điểm khác biệt khi xét về dòng dõi và gia thế của người Bát kỳ.

## Nhập cung làm phi
Na Lạp thị nguyên xuất thân là Mãn Châu Tương Lam kỳ, tức [Kỳ phân Tá lĩnh] hay [Ngoại Bát kỳ], do đó theo lệ sẽ tham gia trong các đợt Bát kỳ tuyển tú, và trong đợt ấy bà đã được chọn làm Trắc Phúc tấn của Bảo Thân vương Hoằng Lịch - chính là Càn Long Đế sau này.
Vào thời gian trước vì tư liệu khiếm khuyết, thời điểm Na Lạp thị được chỉ định không xác định rõ. Căn cứ vào tư liệu tuyển tú, năm Ung Chính thứ 5 (1727) tiến hành Bát kỳ tuyển tú, cùng với dựa theo thường quy suy tính ba năm một lần dưới triều Ung Chính, thì các mốc tuyển tú còn lại sẽ là: năm thứ 2 (1724), năm thứ 8 (1730) và năm thứ 11 (1733). Dựa theo bản thân Càn Long Đế về sau cũng từng nói: "Tự Hoàng khảo khi ban làm Trắc thất phi của Trẫm, hơn 20 năm tới nay", cộng thêm tính thời gian trong chỉ dụ vào năm Càn Long thứ 15 (1750), thì trước khi có tư liệu của Quất Huyền Nhã, nhiều nhận định cho rằng Na Lạp thị lại ở đợt tuyển tú năm Ung Chính thứ 8 (1730) nhập cung, tuy nhiên dựa theo cứ liệu trước mắt, Na Lạp thị ở năm Ung Chính thứ 12, mùa xuân, mới được chỉ định làm Trắc Phúc tấn cho vua Càn Long. Theo đó, Na Lạp thị được ban hôn vào ngày 4 tháng 2 năm ấy, đến ngày 8 tháng 11 thì thành hôn.
Năm Ung Chính thứ 13 (1735), ngày 23 tháng 8 (âm lịch), Thanh Thế Tông Ung Chính Đế băng hà. Ngày 3 tháng 9 (âm lịch) cùng năm, Bảo Thân vương Hoằng Lịch nối ngôi, sử gọi [Càn Long Đế]. Cùng ngày hôm ấy, dụ tôn Hi phi Nữu Hỗ Lộc thị làm Hoàng thái hậu, lập Đích phúc tấn Phú Sát thị làm Hoàng hậu. Ngày 24 tháng 9 (âm lịch) cùng năm ấy, Càn Long mới quyết định danh vị cho phi tần. Hoàng đế ra chỉ dụ tấn Trắc phúc tấn Na Lạp thị là Phi, cùng ngày Trắc phúc tấn Cao thị được phong Quý phi, đứng đầu chúng tần phi và trên Na Lạp phi. Ngoài ra còn có Cách cách Tô thị và Cách cách Hoàng thị đều phong Tần, Cách cách Kim thị phong làm Quý nhân, còn Cách cách Hải thị cùng Cách cách Trần thị làm Thường tại.
Năm Càn Long thứ 2 (1737), ngày 4 tháng 12, lấy Hiệp bạn Đại học sĩ Lễ Bộ Thượng thư Tam Thái (三泰) làm Chính sứ, Nội các Học sĩ Đại Kỳ (岱奇) làm Phó sứ, tuyên chỉ sách phong Phi Na Lạp thị phong hiệu là Nhàn phi (娴妃). Theo Hồng xưng thông dụng (鴻稱通用) của Nội vụ phủ soạn thảo, “Nhàn” theo Mãn văn là 「Elehun」, ý là “Điềm nhiên”, “Thản nhiên”, “Điềm tĩnh”.
Năm Càn Long thứ 10 (1745), ngày 23 tháng 1 (âm lịch), Càn Long Đế ra chỉ dụ tấn phong Quý phi Cao thị làm Hoàng quý phi, đồng thời đại phong hậu cung, tấn phong Nhàn phi Na Lạp thị, Thuần phi Tô thị đều trở thành Quý phi, Du tần lên Phi, Ngụy Quý nhân lên Tần.
Khoảng 2 ngày sau khi có chỉ dụ, Tuệ Hiền Hoàng quý phi Cao thị mất, Nhàn Quý phi Na Lạp thị bấy giờ có phẩm vị cao thứ nhì trong Hậu cung chỉ xếp sau Hiếu Hiền Thuần Hoàng hậu, ngang hàng với Thuần Quý phi Tô thị, tuy nhiên trong các tài liệu chính thức thì tên của Nhàn Quý phi đứng trước Thuần Quý phi.. 
Cùng năm vào tháng 2, ngày Giáp Dần, Càn Long Đế dụ trong Nghi trượng của Hoàng quý phi và Quý phi, một số bộ phận dùng màu [Kim hoàng sắc; 金黄色], như vậy thì về cơ bản Hoàng đế đã nâng đãi ngộ của Nhàn Quý phi cùng Thuần Quý phi cao hơn rất nhiều so với các vị Quý phi ở hai thời Khang Hi và Ung Chính, hay thậm chí là so với Tuệ Hiền Hoàng quý phi vừa mất.
Ngày 17 tháng 11 (âm lịch) cùng năm, lấy Đại học sĩ Sử Di Trực (史貽直) làm Chính sứ, Lễ bộ Hữu thị lang Giác La Thặc Nhĩ Sâm (覺羅勒爾森) làm Phó sứ, sách phong Nhàn phi Na Lạp thị làm Nhàn Quý phi (嫻貴妃).

## Hoàng quý phi Nhiếp lục cung sự
Năm Càn Long thứ 13 (1748), ngày 11 tháng 3 (âm lịch), Hiếu Hiền Thuần Hoàng hậu qua đời, ngôi vị Hoàng hậu do đó để trống. Ngày 1 tháng 7 (âm lịch) cùng năm ấy, chỉ khoảng 4 tháng sau khi Hiếu Hiền Thuần Hoàng hậu mất, Càn Long Đế ra một đạo chỉ dụ dẫn một phần ý chỉ của Sùng Khánh Hoàng thái hậu, tấn phong Nhàn Quý phi Na Lạp thị làm Hoàng quý phi. Trong đạo chỉ dụ, Càn Long Đế còn tuyên bố sau 27 tháng mãn tang Hiếu Hiền Thuần Hoàng hậu, sẽ lập Hoàng quý phi Na Lạp thị làm Hoàng hậu, kế nhiệm Trung cung một cách chính thống. 
Thực tế, trước đó vào ngày 21 tháng 4 (âm lịch), tức chỉ vừa 1 tháng sau khi Hiếu Hiền Thuần Hoàng hậu qua đời, đã xuất hiện ghi chép từ Nội vụ phủ đề cập đến [Hoàng quý phi cùng các tần phi đến Tĩnh An trang Tấn cung], được công bố trong tập hồ sơ đã xuất bản Thanh đại Ung Hòa cung đương án sử liệu (清代雍和宫档案史料). Đoạn hồ sơ nói đến việc Càn Long Đế đến đích thân tưới rượu lễ cho Hiếu Hiền Thuần Hoàng hậu, và đám người Hoàng quý phi trở xuống được các Thái giám lĩnh sự và Thái giám ở Ung Hòa cung, Dực Khôn cung, Vĩnh Thọ cung cùng Trữ Tú cung tháp tùng.
Tước vị Hoàng quý phi mà Na Lạp thị hưởng không giống bình thường, bởi vì đãi ngộ cùng đặc ân đều án theo mọi nghi lễ của Hoàng hậu, gọi là Hoàng quý phi Nhiếp lục cung sự (皇貴妃攝六宮事).
Đoạn đặc dụ ấy có nội dung:
| “                                                       | Trẫm cung nhiều việc, cần lao thức khuya dậy sớm. Cung đình nội chính, đều cậy Hiếu Hiền hoàng hậu tổng lý. Khi ấy, Hoàng hậu thượng hầu Thánh Mẫu Hoàng thái hậu, thừa hoan sớm chiều. Thuần hiếu tính thành, mà trị sự nội cung đều tinh tường, trách phạt nặng nhẹ đều khéo léo. Từ phi tần đến cung nhân, đều bị phụng hóa cảm ân, vui lòng phục tùng. Mười năm hơn đến nay, Trẫm có thể chuyên tâm quốc sự, đến nỗi có thời gian rảnh mà thong dong, cũng là nhờ vào công lao của Hoàng hậu. Phụng Hoàng thái hậu ý chỉ. Hoàng hậu chính vị mẫu nghi thiên hạ, là căn bản của nhật-nguyệt, là căn cơ của thiên địa. Hoàng đế tuổi xuân đang độ, nội trị cần người phụ giúp. Nhàn Quý phi Na Lạp thị, là Trắc thất phi mà Hoàng khảo ban tặng khi xưa. Nàng rất đoan trang huệ hạ, nay ứng làm theo quy tắc của Thánh Tổ Nhân Hoàng đế, lấy Nhàn Quý phi Na Lạp thị kế vị Khôn Ninh cung, cũng để an ủi trong lòng Hoàng đế. Nên lập trước quốc khánh bốn mươi tuổi, sau đó qua 27 tháng để tang (Hiếu Hiền hoàng hậu) rồi thì làm cát lễ. Thuận theo lẽ thường, hành lễ Từ Ninh cung, trước như thể để vỗ về. Khâm thử. Trẫm lấy tình cảm hơn hai mươi năm (với Hiếu Hiền hoàng hậu), đã rất nồng hậu sâu sắc. Nay tính việc nhanh định sách lập, thì trong thâm tâm Trẫm vẫn không nỡ, cho dù qua 27 tháng đi nữa, lòng Trẫm còn thấy là quá nhanh. Nhưng xét đến đại sự của Hoàng hậu, trên cẩn nghe tâm tư của Thánh mẫu, thời gian đằng đẵng, năm tháng lãng trôi, mà thiếu người cung phụng. Mấy nay Trẫm suất lĩnh chư Tần phi cùng Vương công, mà chính vị Trung cung còn trống, tất sẽ có người bi thương vẫn cố. Do vậy phụng Từ mệnh, để an ủi Thánh tâm. Hơn nữa, chúng Tần tường trong Dịch đình cũng cần có người chủ trì đại sự, đến Vương phi mệnh phụ cũng có điển lễ nhất định. Nếu giờ vẫn còn chần chừ, thì lễ chế không định. Tuy không nỡ cử hành đại lễ, nhưng nên theo quyền chế để lập pháp độ. Nay Trẫm cho khảo điển cố của Thục phi Lý thị và Ninh phi Quách thị của Minh Thái Tổ, hai vị đều lần lượt Nhiếp lục cung sự. Quốc triều ta năm Thuận Trị thứ 13, cử hành việc sách lập Hoàng quý phi, Hoàng tằng tổ Thế Tổ Chương Hoàng đế thăng điện ra mệnh ban chiếu thiên hạ. Điển chí sùng trọng. Đến nay chiếu theo lệ cũ. Sách mệnh Nhàn Quý phi Na Lạp thị làm Hoàng quý phi, Nhiếp chính mọi việc của lục cung. Nàng hãy chỉnh túc khổn nghi. Thượng phụng Thánh Mẫu. Tương trợ trẫm cung. Đoan mẫu mực mà nhạ hưu tường, thuận thành nội trị, để chốn cung vi có người kỳ vọng. Xét nên nhận điển lễ đáng có. Đại học sĩ sẽ cùng Lễ Bộ, Nội vụ phủ tường nghị, cùng tra mà thiết lập đại điển sắc phong cho Hoàng quý phi. Vương phi mệnh phụ hành lễ, đã thành công lệ. Duy chỗ Quý phi hành lễ, là chưa từng có tiền lệ, thế nhưng Hoàng quý phi nhận mệnh mà thừa hành quản lý Lục cung, sau 27 tháng tất sẽ kế vị Trung Cung. Thế là Hoàng quý phi đã có chính danh thống lý nội chính, thể chế do vậy cũng nên tôn sùng, Quý phi cũng nên nhất thể hành lễ. Trước một ngày sắc phong, khiển quan tế cáo Thái Miếu, Phụng Tiên điện để tế cáo nghi thức tế lễ, Thượng thân nghệ cử hành. Rồi thiết nghi thức cùng Lỗ bộ, nhạc Trung Hòa Thiều. Hoàng thượng sẽ ngự Thái Hòa điện duyệt sách bảo, các Đại học sĩ sẽ chờ cầm sách và cờ Tiết tuyên sách. Sứ giả cầm tiết sẽ đem Sách bảo đình đến Cảnh Vận môn đưa cho quan Nội giám. Hoàng quý phi mặc Lễ phục nghênh đón, làm lễ tuyên đọc sách văn như cựu chế. Ngày hôm sau, Hoàng thượng suất lĩnh Thân vương cùng quan viên đến trước Hoàng thái hậu hành lễ, còn Hoàng quý phi dẫn Quý phi, cung tần cùng Công chúa và Mệnh phụ cũng theo lễ đến bái lạy. Sau đó, Hoàng thượng đến Thái Hòa điện chịu lễ khánh hạ bái lạy, ban chiếu cáo thiên hạ. Về sau các dịp Tam đại tiết, cùng đại điển ăn mừng thì Quan viên nội ngoại trở lên đều tiến Tiên để chúc mừng (cho Hoàng quý phi). Còn như Thân tàm lễ hằng năm, đều như lệ cũ cử hành. Đắc chỉ (Hoàng đế phê chuẩn): Sách phong đại điển, sau tháng 3 năm sau tiến hành. Thân tàm lễ, đợi sau khi chính vị Trung cung. Còn lại ứng theo mà làm. | ” |
| — Tuyên cáo Hoàng quý phi Nhiếp lục cung sự đại điển lễ | |   |

Ngày 5 tháng 4 sang năm (1749), lấy Đại học sĩ Lai Bảo (來保) làm Chính sứ, Lễ bộ Thượng thư Hải Vọng (海望) làm Phó sứ, chính thức tiến hành đại lễ sách phong Hoàng quý phi Nhiếp lục cung sự. Ngày 8 tháng 4, dâng thêm huy hiệu cho Sùng Khánh Từ Tuyên Hoàng thái hậu, thêm hai chữ [Khang Huệ; 康惠]. Chiếu cáo thiên hạ.
Theo ghi chép, lễ sách phong của Hoàng quý phi Na Lạp thị đều tương đồng với Hoàng hậu như cử hành chiếu cáo thiên hạ việc sách lập Hoàng quý phi, khiển quan viên tế cáo Thái Miếu, Phụng Tiên điện cùng Viên khâu, Phương trạch và Xã tắc. Mà trong năm đó, Gia Quý phi Kim thị Lệnh tần Ngụy thị, Thư tần Diệp Hách Na Lạp thị và Quý nhân Trần thị cũng đều thăng chức nhưng cả 4 người này chỉ hưởng lễ tế cáo Thái Miếu Hậu điện cùng Phụng Tiên điện. Đây là một đại lễ rất đáng chú ý, bởi vì nhà Thanh chỉ dùng tế cáo trời đất, xã tắc cho dịp trọng đại, điều này cho thấy địa vị rất đặc biệt của Na Lạp thị, tất cả đều ngang với Trung cung.
Theo điển chế nhà Thanh, Hoàng quý phi Nhiếp lục cung sự Na Lạp thị là vị Hoàng quý phi đầu tiên được dùng màu [Minh hoàng sắc; 明黄色] - loại màu vàng tươi sáng mà trước đó chỉ được dùng bởi Hoàng thái hậu, Hoàng đế cùng Hoàng hậu. Từ đó về sau, việc Hoàng quý phi triều Thanh có phẩm phục mang màu vàng này mới thành điển lệ.
Bên cạnh những đãi ngộ đặc thù trên, Hoàng quý phi Na Lạp thị còn được hưởng hành lễ và biểu dâng. Ngày hôm sách lập Hoàng quý phi Nhiếp lục cung sự còn cử hành lễ ăn mừng dâng tôn hiệu cho Sùng Khánh Hoàng thái hậu, Hoàng đế nhân dịp sách lập Na Lạp thị mà chiếu cáo thiên hạ, trong chiếu thư có 18 hạng mục lớn nhỏ. Bên cạnh đó ông còn khiển quan tế cáo Sông, Núi cùng Thần linh và Lịch đại đế vương trong các thần miếu. Buổi lễ sách lập tổ chức theo quy mô lập Hậu, do đó có đại lễ khánh hạ, triệu tập Tần phi cùng Công chúa, Phúc tấn và Cáo mệnh phu nhân trật Tam phẩm trở lên đều vào Giao Thái điện hướng đến trước Na Lạp thị tiến hành đại lễ bái lạy được gọi là "Lục túc tam quỳ tam bái" (六肃三跪三叩禮), một loại hành lễ mà mệnh phụ chỉ dùng khi chúc mừng Hoàng thái hậu và Hoàng hậu. Còn các Vương công đại thần, Văn võ bá quan mặc áo Mãng bào chúc mừng tại Thái Hòa điện.
Trước Na Lạp thị, chỉ có Đổng Ngạc Hoàng quý phi và Hiếu Ý Nhân Hoàng hậu được cử hành lễ sách phong Hoàng quý phi (trường hợp Đôn Túc Hoàng quý phi và Tuệ Hiền Hoàng quý phi đều bệnh nặng không thể cử hành lễ mà chỉ có chỉ dụ tấn phong). Mặc dù lễ của Đổng Ngạc thị cũng được ghi nhận ra sức long trọng như chiếu cáo thiên hạ cùng lệnh gia tôn thêm huy hiệu cho Hoàng thái hậu, nhưng lễ của Na Lạp thị lại được Càn Long Đế tổ chức không khác lễ sách lập Trung cung Hoàng hậu về mặt hình thức, ngoài ra còn tuyên bố thẳng trong chiếu dụ rằng sau khi mãn tang Đại hành Hoàng hậu sẽ được sách lập làm Kế hậu. Về sau, khi Hiếu Toàn Thành Hoàng hậu được phong Hoàng quý phi cũng án theo Na Lạp thị, gọi là [Hoàng quý phi Nhiếp lục cung sự] nhưng lễ sách phong và việc chiếu cáo thiên hạ đều gộp chung khi tổ chức sách lập Hoàng hậu.
Trong lịch sử nhà Thanh, Na Lạp thị là vị đầu tiên và một trong ba vị được tấn phong Hoàng quý phi để kế nhiệm vị trí Trung cung Hoàng hậu, sau bà là Hiếu Hòa Duệ Hoàng hậu và Hiếu Toàn Thành Hoàng hậu.

## Hoàng hậu Đại Thanh
Năm Càn Long thứ 15 (1750), ngày 10 tháng 7, Càn Long Đế xuống chỉ dụ lập Hoàng quý phi Nhiếp lục cung sự làm Hoàng hậu:
| “ | 壬子。谕、朕恭奉皇太后懿旨。皇贵妃摄六宫事那拉氏、孝谨成性。德著椒涂。乾隆十三年。值孝贤皇后大事。内治需贤。即谕皇帝、宜敬循祖制。以娴贵妃那拉氏继体坤宁。皇帝秉礼准情。不忍遽行册立。粤从权制。册命娴贵妃那拉氏为皇贵妃。摄事六宫。阅今三载。嫔嫱效职。壸政茂脩。兹逢皇帝四十大庆。所当举行册立皇后典礼。以惬予怀。以符成命。钦此。朕惟宫庭为基化之原。人伦攸始。皇贵妃摄六宫事那拉氏、自皇考时。赐朕为侧室妃。二十余年以来。持躬淑慎。礼教夙娴。暨乎综理内政。恩洽彤闱。用克仰副皇太后端庄惠下之懿训。允足母仪天下。既臻即吉之期。宜正中宫之位。敬遵慈命。载考彝章。册命皇贵妃摄六宫事那拉氏为皇后。于以承欢圣母。佐孝养于萱闱。协赞坤仪。储嘉祥于兰掖。所有应行典礼。大学士会同礼部、内务府、详议以闻。 . Nhâm Tý. Dụ. Trẫm cung phụng Hoàng thái hậu ý chỉ. Hoàng quý phi Nhiếp lục cung sự Na Lạp thị, hiếu cẩn thành tính, đức trứ tiêu đồ. Vào năm Càn Long thứ mười ba, gặp Hiếu Hiền Hoàng hậu mất, nội trị nhu hiền cần có người đảm đương, nên dụ Hoàng đế nghi kính theo tổ chế. Xét thấy Nhàn Quý phi Na Lạp thị có thể kề thừa vị trí Khôn Ninh cung. Hoàng đế kính cẩn chuẩn thuận, nhưng chưa nỡ nhanh làm việc sách lập, nên trước mệnh Nhàn Quý phi Na Lạp thị làm Hoàng quý phi Nhiếp lục cung sự. Qua ba năm, ân cần đảm đương chức vụ, trị chốn nội viện theo khuôn phép. Nên án theo Đại khánh thứ bốn mươi của Hoàng đế, cử hành điển lễ sách lập làm Hoàng hậu. Nay ta dụ chuyện này, lấy đó làm thành mệnh cho nội chính. Khâm thử. Trẫm luôn xem trọng cơ hóa của cung đình, nhân luân là nền tảng của mọi vật. Hoàng quý phi Nhiếp lục cung sự Na Lạp thị, từ khi Hoàng khảo còn đã là Trắc thất phi của Trẫm. Hơn hai mươi năm đến nay, luôn trì cung thục thận, lễ giáo sớm đã nhàn nhẽ, đắc lực giúp Trẫm tổng lý nội chính. Ân đức song hành luôn không trái nhẽ, cung phụng ý huấn của Hoàng thái hậu, làm tròn tấm gương mẫu nghi thiên hạ. Nay đã qua thời tang kỳ, xét nàng rất xứng ở vị trí Trung cung. Vì vậy Trẫm kính tuân từ mệnh, khảo lại di chương, sách mệnh Hoàng quý phi Nhiếp lục cung sự Na Lạp thị chính vị Hoàng hậu. Nàng hãy cẩn trọng phụng sự Thánh mẫu, lấy hiếu phủ dưỡng chốn cung vi. Phụ trợ phát huy ân đức, bảo toàn phẩm đức chốn Lan dịch. Tất cả điển lễ nên cử hành, hội đồng Đại học sĩ tiến hành soạn thảo rồi tấu lại. | ” |

Chỉ dụ này chỉ định vào ngày 10 tháng 7, Hoàng quý phi Nhiếp lục cung sự Na Lạp thị đã chính thức trở thành Hoàng hậu, chỉ cần đợi lễ sách lập nữa là hoàn thành. Nhưng thực tế ngay từ tháng giêng đầu năm, một bộ phận hồ sơ cung đình đã dùng danh xưng [Hoàng hậu] để gọi bà, hơn nữa lễ Thiên thu (sinh nhật) của bà cũng đã sớm án theo lễ Hoàng hậu mà tiến hành. Như vậy có thể thấy, Na Lạp thị chưa đầy năm đã hoàn toàn được hưởng quy cách Hoàng hậu, việc chọn ngày làm lễ sách lập rốt cuộc cũng chỉ là hình thức.
Ngày 2 tháng 8 (âm lịch) cùng năm, lấy Đại học sĩ Phó Hằng làm Chính sứ, Đại học sĩ Sử Di Trực làm Phó sứ, tuyên sách lập Nhiếp lục cung sự Hoàng quý phi Na Lạp thị trở thành Hoàng hậu. Cùng dịp ấy, lại dâng thêm huy hiệu cho Sùng Khánh Từ Tuyên Khang Huệ Hoàng thái hậu, thêm hai chữ [Đôn Hòa; 敦和]. Chiếu cáo thiên hạ.
Từ khi được tấn dụ làm Nhiếp lục cung sự Hoàng quý phi năm Càn Long thứ 13, vào ngày 30 tháng 7 (âm lịch) cùng năm, gia đình bà đã nhập Mãn Châu Chính Hoàng kỳ, còn đạt được đặc phong tước vị "Thừa Ân hầu" (承恩侯). Đến khi vừa lập làm Hoàng hậu, cha bà được truy phong làm "Nhất đẳng Thừa Ân công" (一等承恩公), mẹ bà trở thành công phu nhân. Cháu trai bà Nạp Tô Khẳng, trước đó vào ngày 11 tháng 4 (âm lịch) trong năm ấy, chỉ tầm 1 tháng sau khi Hiếu Hiền Thuần Hoàng hậu qua đời, đã được Càn Long Đế phong cho chức Càn Thanh môn thị vệ, khi Na Lạp thị trở thành Hoàng hậu, thì được tiếp nhận tước vị "Nhất đẳng hầu" (一等侯), thế tập truyền đời.
Năm Càn Long thứ 17 (1752), ngày 25 tháng 4 (tức ngày 7 tháng 6 dương lịch), giờ Dần, Hoàng hậu sinh hạ Hoàng thập nhị tử Vĩnh Cơ. Sang năm sau, ngày 23 tháng 6 (tức ngày 23 tháng 8 dương lịch), giờ Dần, Na Lạp thị lại sinh hạ Hoàng ngũ nữ. Năm Càn Long thứ 20 (1755), 22 tháng 4 (âm lịch), Hoàng nữ mất khi mới 2 tuổi, lúc này Hoàng hậu Na Lạp thị đang mang thai. Cùng năm ấy, vào ngày 21 tháng 12 (tức ngày 2 tháng 1 sang năm 1756), giờ Mão, sinh hạ Hoàng thập tam tử Vĩnh Cảnh (永璟). Ngày Vĩnh Cơ hạ sinh, Càn Long Đế vừa cùng Hoàng hậu hồi cung có mấy ngày, ông không tự mình đến Sướng Xuân viên thỉnh an Hoàng thái hậu, mà chỉ đặc phái Thái giám đến và báo tin mừng việc hạ sinh Hoàng tử. Lại còn báo với các đại thần cùng ông "cùng vui".
Càn Long Đế cũng đích thân viết thơ mừng về việc con trai sinh ra. Tựa bài thơ là Thị triều toàn tất nghệ Sướng Xuân viên vấn an toại chí Côn Minh hồ thượng ngụ mục hoài hân nhân thi ngôn chí (视朝旋跸诣畅春园问安遂至昆明湖上寓目怀欣因诗言志), dịch nôm na là “Sau khi lâm triều đi Sướng Xuân viên thỉnh an rồi dạo hồ Côn Minh, thấy cái gì cũng vui nên đem niềm vui viết thành bài thơ", cho thấy ngày Hoàng hậu hạ sinh Vĩnh Cơ, đối với Càn Long Đế là một niềm hạnh phúc to lớn.
Chỉ hơn 7 tháng sau cái chết của công chúa, Na Lạp thị hạ sinh con trai thứ hai. Hoàng tử được mang thai khi Na Lạp Hoàng hậu đang cùng Càn Long Đế trú tại Viên Minh Viên. Ngày Hoàng tử Vĩnh Cảnh ra đời, Khởi cư chú thời Càn Long chuyên ghi chép công việc Hoàng đế xử lý [trống rỗng], ngoài việc vấn an Sùng Khánh Hoàng thái hậu. Sách Thanh thực lục vào ngày hôm ấy cũng chỉ ghi duy nhất một việc:"Các vị đại thần Quân Cơ xứ nghị trình, tướng quân Phúc Châu là Tân Trụ tấu xin định nhiệm vụ cho lính đồn trú ở Phúc Châu (tỉnh lược nội dung tấu chương...). Càn Long Đế dụ: Y nghị". Khởi cư chú bình thường đều dày đặc chữ, nhưng riêng ngày Hoàng tử Vĩnh Cảnh ra đời thì gần như trống trơn, có nghĩa là Càn Long Đế hôm ấy không lâm triều cũng không phê tấu chương.

## Đột ngột thất sủng
Năm Càn Long thứ 30 (1765), tháng 1, Na Lạp Hoàng hậu đi cùng Càn Long Đế trong lần du hành xuống phương Nam lần thứ 4. Đoàn du hành đi qua Dương Châu, Tô Châu, Giang Ninh trong vỏn vẹn một tháng trời.
Trong chuyến tuần du này, hết thảy mọi việc đều diễn ra bình thường, Càn Long Đế còn tổ chức tiệc sinh nhật 48 tuổi cho bà rất lính đình (ngày 10 tháng 2). Nhưng kể từ ngày 18 tháng 2 về sau cho đến tận khi kết thúc Nam tuần, Hoàng hậu Na Lạp thị đều không còn xuất hiện nữa. Căn cứ tài liệu về chỉ dụ của triều Thanh, chính ngày 18 tháng 2 ấy, Càn Long Đế đã bí mật phái Ngạch phò Phúc Long An (福隆安), chồng của Hòa Thạc Hòa Gia công chúa, đích thân đưa Na Lạp Hoàng hậu về Bắc Kinh bằng đường thủy. Tháng 4, sau khi đoàn Nam Tuần trở về, Càn Long Đế bắt đầu cắt giảm người hầu của Na Lạp Hoàng hậu, nhưng vẫn giữ cung phân. Đến ngày 14 tháng 5 (âm lịch) cùng năm, Càn Long Đế mới ra chỉ dụ thu hồi 4 kim sách đã ban cho bà trước đây. Bên cạnh đó, Hoàng đế còn từng bước cắt giảm số cung nữ theo hầu bà, và đến tháng 7 thì chỉ còn có hai người cung nữ bên cạnh Hoàng hậu. Tuy nhiên Hoàng đế vẫn giữ lại 10 Thái giám có nhiệm vụ giám sát.
Năm Càn Long thứ 31 (1766), ngày 14 tháng 7 (âm lịch), giờ Mùi, Hoàng hậu Na Lạp thị qua đời, chung niên 49 tuổi. Bà được ghi nhận là bệnh rất nặng vào tháng 6 năm đó, tuy nhiên Càn Long Đế vẫn không hoãn chuyến đi nghỉ hè ở sơn trang Thừa Đức. Việc bà qua đời ở Dực Khôn cung hay Vĩnh Hòa cung vẫn còn nghi vấn, vì theo ghi chép việc đưa than theo phân lệ, vào ngày Na Lạp thị qua đời thì Vĩnh Hòa cung ngừng đưa than, do đó không ít nhận định Na Lạp thị qua đời tại Vĩnh Hòa cung. Tuy nhiên, vì sao khi về kinh sư, Càn Long Đế đem Hoàng hậu giam ở hậu viện Dực Khôn cung, mà đến khi qua đời thì bà lại ở Vĩnh Hòa cung cũng gây tranh cãi.
Hôm ấy, Càn Long Đế đang ở Mộc Lang Vi Trường (木蘭圍場) săn thú. Ông không dừng chuyến đi săn lại mà chỉ sai Hoàng tử Vĩnh Cơ về Tử Cấm Thành chịu tang.

Ngày hôm sau (15 tháng 7), Càn Long Đế ra chỉ dụ, đại khái ý tứ như sau:
| “                                             | Theo lưu kinh bạn sự vương đại thần tấu, Hoàng hậu mất (hoăng; 薨) vào giờ Mùi ngày 14 tháng này, Hoàng hậu tự sắc lập tới nay, chưa từng làm gì sai trái. Mùa xuân năm trước, trẫm cung phụng Hoàng thái hậu tuần du Giang Chiết, đúng ra là việc vui mừng, nhưng Hoàng hậu tính khí thay đổi, không thể giữ hiếu đạo với Thái hậu. Khi đến Hàng Châu, hành động sai trái, cử chỉ điên loạn. Vì vậy trước lệnh cho Hoàng hậu hồi kinh, ở trong cung hối lỗi. Sau Hoàng hậu phát bệnh, ngày càng nguy kịch, mất đi tính mạng. Việc này là do Hoàng hậu phúc phận nông cạn, không thể dựa vào Thánh mẫu từ quyến, cũng là do Trẫm thường ban cho ân lễ mà nên nỗi. Luận việc Hoàng hậu hành sự thất thường như vậy, đương nhiên có thể phế truất, nhưng trẫm vẫn giữ lại vị hiệu, đã là phá lệ rộng rãi. Về tang lễ, tất nhiên không thể cứ theo Hiếu Hiền hoàng hậu mà xử lý, nên lấy lễ an táng Hoàng quý phi mà làm, giao cho Nội vụ phủ đại thần gánh vác. Hãy đem chỉ dụ này ban hành. | ” |
| — Càn Long năm thứ 31, chỉ dụ ngày 15 tháng 7 | |   |

Nhìn chung, Càn Long Đế ý nói Na Lạp Hoàng hậu qua đời là do không có phúc phận, không tiện cử hành đại tang như Hiếu Hiền Thuần Hoàng hậu năm xưa, nên dụ cho Nội vụ phủ tiến hành an táng theo nghi thức dành cho Hoàng quý phi, vào Phi viên tẩm của Dụ lăng, chôn vào Minh lâu to nhất trong viên tẩm, bên cạnh quan tài của Thuần Huệ Hoàng quý phi. Gia đình Na Lạp thị khi Na Lạp Hoàng hậu thất sủng cũng bị cưỡng chế đổi trở lại thành Mãn Châu Tương Lam kỳ, tước vị "Thế quản Tá lĩnh" cũng bị tước bỏ, đổi lại thành "Công trung Tá lĩnh". Gia đình của Hoàng hậu từ đó trở nên xuống dốc.

## Hậu sự

### An táng Minh lâu

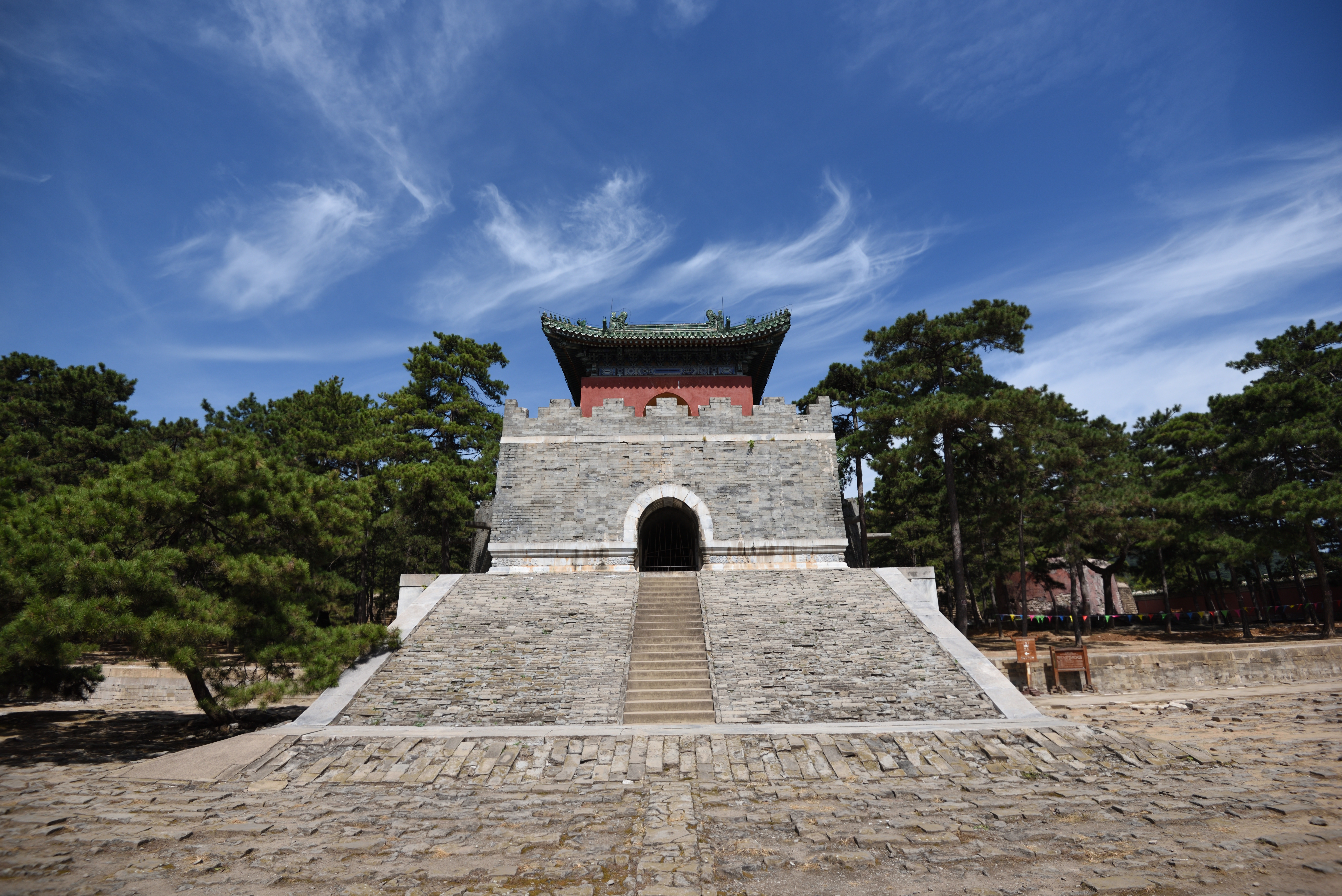
Minh lâu - nơi an táng Thuần Huệ Hoàng quý phi.

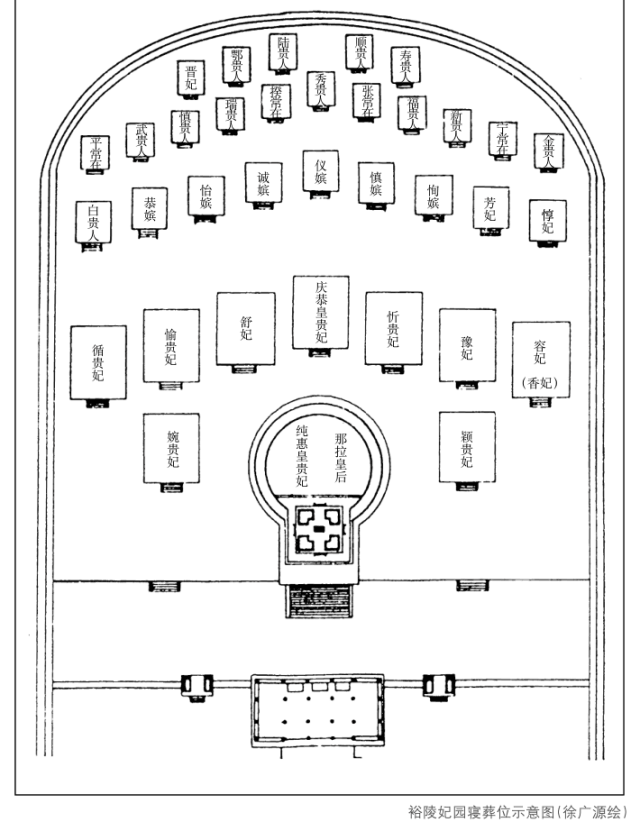
Sơ đồ Phi viên tẩm của Dụ lăng - Na Lạp Hoàng hậu (那拉皇后) được đưa vào Minh lâu, vị trí bên rìa của tòa kiến trúc.

Ngày 28 tháng 9 (âm lịch) cùng năm, an táng Na Lạp thị vào tòa Minh lâu chung với Thuần Huệ Hoàng quý phi trong Dụ lăng.
Theo chỉ dụ của Càn Long Đế, Na Lạp Hoàng hậu chỉ được hưởng tang lễ như một vị Hoàng quý phi. Với danh vị thấp nhất là Phi mà bà từng thụ phong thì bà phải có lăng mộ riêng, tuy nhiên bà chỉ được nhập táng bên trong Minh lâu, nơi vốn là mộ riêng của Thuần Huệ Hoàng quý phi. Theo Đại Thanh hội điển, quan tài Hoàng quý phi là "Tử mộc" (梓木), 35 đạo, khiên bởi 96 người, nhưng theo tài liệu Nội vụ phủ ghi được thì quan tài của Na Lạp thị là "Sam mộc" (杉木), khiêng phu 64 người, xét ra thuộc bậc Tần. Mặt khác, Hoàng quý phi, Quý phi và Phi thì ít nhất phải có bài vị và mộ phần, cùng được phối hưởng trong Viên tẩm Hưởng điện, tế lễ thì tại bên trong điện mà cử hành, chỉ có Tần trở xuống không có thần bài. Nay thì Na Lạp thị không có bài vị, nhập táng vào mộ Thuần Huệ Hoàng quý phi, do đó mộ phần của bà thuộc khu Bảo đính của Minh lâu. Căn cứ Nội vụ phủ hồ sơ ghi lại, toàn bộ tang sự của Na Lạp thị dùng tốn 890 lượng 10 phân 9 li bạc.
Cái chết của bà không được cáo phát chính thức trước triều đình, nên hầu như rất ít người biết được, do vậy cũng không có quốc tang. Về sau người ta mới biết và hồ nghi về nguyên nhân bà chết, thì Càn Long Đế mới ra chỉ dụ giải thích qua loa. Hơn nữa, trong chỉ dụ mà Càn Long Đế phát ra, ông sử dụng việc bà qua đời lại dùng "Hoăng" (薨), mà không phải "Băng" (崩) chuyên dùng cho Đế-Hậu, dù sách Thanh sử cảo về sau vẫn dùng "Băng" cho bà.
Từ [Kế; 继] trong cách gọi không phải thụy hiệu của bà, mà có nghĩa là ["Hoàng hậu kế tiếp"] của Hoàng đế. Bà được biết đến là Hoàng hậu duy nhất của nhà Thanh không được truy phong thụy hiệu sau khi qua đời.

### Hủy hết chân dung
Họa sĩ Lang Thế Ninh vào năm Càn Long nguyên niên từng vào triều phụng mệnh vẽ chân dung Hoàng đế, Hoàng hậu và Phi tần. Ta có thể thấy tần phi phẩm phục đều được vẽ, ghi chú đàng hoàng, hẳn là phải có chân dung Na Lạp Hoàng hậu khi còn là Nhàn phi. Hơn nữa khi bà làm Hoàng hậu, tất phải có họa tượng mặc Triều bào toàn thân, thế nhưng tất cả tranh vật như vậy về bà hiện không có, rất có thể khi Na Lạp Hoàng hậu bị thất sủng thì Càn Long Đế đã hủy tranh, thậm chí là bất kì tranh có khuôn mặt bà cũng bị sửa.
Hiện nay bức tranh cho là bà vốn là một bức họa vô danh được trưng bày tại Bảo tàng Nghệ thuật Dole của Pháp, từng nói là Thục Gia Hoàng quý phi khi còn trẻ. Nhưng xét ra trong loạt tranh Tâm tả trị bình (心写治平), loạt tranh chân dung còn khá nguyên vẹn về Càn Long Đế cùng tần phi hồi trẻ cũng có một bức hoạ Gia phi, thì lại không khớp như vậy. Hơn nữa trong loạt tranh của Tâm tả trị bình đều có ghi rõ địa vị từng người, mà tranh này thủ pháp tương tự loạt Tâm tả trị bình nhưng lại không hề xuất hiện trong tranh.
Ngoài ra cũng có suy đoán bức hoạ này là của Vương Trí Thành sở hoạ. Người trong tranh mặc trang phục được cho là của Tần vị, Kim thị từ Gia tần tiến Gia phi chỉ cách 4 năm, dung mạo khó có thể thay đổi nhanh chóng như vậy. Na Lạp Hoàng hậu cũng chưa từng trải qua Tần vị, nên cũng khó có thể khẳng định đây là hình vẽ của bà mà nhiều khả năng là Du Quý phi hoặc Thư phi khi còn trẻ. Tuy vậy ý kiến này vẫn chưa có cơ sở chắc chắn, chính là vì quy chế triều Càn Long thay đổi lớn giữa sơ kỳ và trung kỳ, hơn nữa màu áo trên loạt tranh cũng gây tranh cãi. Ví dụ nhất là trong loạt tranh, vẽ Tuệ Hiền Hoàng quý phi mặc áo vàng Minh hoàng giống Hiếu Hiền Thuần Hoàng hậu, mà quy chế Càn Long mãi đến năm thứ 14 mới áp dụng màu này cho Hoàng quý phi, tức rằng loạt tranh này hẳn đã có một cuộc thay đổi lớn về màu sắc nữa. Nên có thể thấy, chỉ nhìn màu sắc trang phục vẫn không thể khẳng định rõ ràng.

## Tương quan
Chỉ chưa đầy một tháng sau cái chết của Tuệ Hiền hoàng quý phi Cao thị, Càn Long Đế đã cho nâng đãi ngộ vị Quý phi của Na Lạp thị cùng Tô thị cao hơn so với khi trước. Rồi đến khi Hiếu Hiền Thuần Hoàng hậu qua đời, chưa tới một năm mà Na Lạp thị đã được tuyên bố người kế vị trung cung, lại còn được nhận danh vị chưa từng có là "Hoàng quý phi Nhiếp lục cung sự". Không chỉ dừng lại ở đó, Càn Long Đế còn cho sửa sang Nghi trượng của bậc Hoàng quý phi lên rất nhiều: tổng 58 kiện. Đây là lần đầu tiên Hoàng quý phi có Nghi trượng giữ khoảng cách với Quý phi (trước đó Nghi trượng cả hai bậc là như nhau), đồng thời là Hoàng quý phi đầu tiên có Nghi trượng được dùng màu vàng Minh hoàng vốn chỉ dành cho Đế-Hậu.
Cuộc đời của bà đột ngột thay đổi khi xảy ra chuyện trong chuyến Nam Tuần năm ấy. Cách năm, Na Lạp Hoàng hậu liền bạo băng, nhưng Càn Long Đế lại chỉ dùng nghi lễ Hoàng quý phi hạ táng, còn với một quy cách thấp hơn. Cũng bởi vì vậy, khi nghe chiếu dụ thực hiện tang lễ cho Na Lạp Hoàng hậu, có Ngự sử Lý Ngọc Minh (李玉鸣) bất bình, đã cầu xin Càn Long Đế hãy tổ chức tang lễ xứng với địa vị Hoàng hậu của bà. Kết quả, ông bị đày ra biên cương. Khoảng 12 năm sau, năm Càn Long thứ 43 (1778), lại có người tên là Kim Tòng Thiện dâng thư thỉnh Hoàng đế 4 việc; mà trong đó việc thứ hai là cử hành hậu sự cho Na Lạp Hoàng hậu và lập một hoàng hậu mới. Việc này khiến Càn Long ra chiếu dụ dài, trong đó có đề cập liên quan:
| “                              | 孝贤皇后崩逝时，因那拉氏本系朕青宫时皇考所赐之侧室福晋，位次相当，遂奏闻圣母皇太后，册为皇贵妃、摄六宫事。又越三年，乃册立为后。其后自获过愆，朕仍优容如故。乃至自行翦发，则国俗所最忌者，而彼竟悍然不顾。然朕犹曲予包含，不行废斥。后因病薨逝，只令减其仪文，并未降明旨削其位号。朕处此事，实为仁至义尽。且其立也，循序而进，并非以爱选色升。及其后自蹈非理，更非因色衰爱弛 ... Từ khi Hiếu Hiền hoàng hậu qua đời đến nay, nhân Na Lạp thị là lúc Trẫm còn ở Thanh Cung được Hoàng khảo ban làm Trắc thất Phúc tấn, vị thứ đương cao, bèn tấu lên Thánh mẫu Hoàng thái hậu, sách lập làm Hoàng quý phi Nhiếp lục cung sự. Sau 3 năm, sách lập làm Hoàng hậu. Về sau, (Hoàng hậu) tự mắc lỗi lầm, Trẫm vẫn rộng rãi như cũ. Nhưng rồi tự tiện cắt tóc, tức trái quốc tục cấm kị nhất, thế mà (Hoàng hậu) vẫn ngang nhiên không màng đến. Trẫm chỉ ra điều răn dạy, vì còn nghĩ ơn xưa, cũng không thể phế truất. Sau Hoàng hậu bạo băng, Trẫm chỉ giảm nghi văn an táng, vẫn chưa lột bỏ danh hiệu. Huống hồ về sau không lập Hoàng hậu, xử lý việc này trẫm thật là đã tận tình tận nghĩa. | ” |
| — Càn Long năm thứ 43 chiếu dụ | |   |

Như vậy, lúc đó Na Lạp Hoàng hậu đã cắt tóc, mà theo phong tục Mãn Châu thì việc cắt tóc chỉ khi Hoàng đế hoặc Hoàng thái hậu mất, khép vào đại bất kính, đại bất hiếu, và việc Na Lạp Hoàng hậu cắt tóc như xúc phạm bề trên đã khiến Càn Long Đế nổi giận. Theo lá thư mà Càn Long Đế viết cho cháu trai bà sau sự việc năm đó, Na Lạp Hoàng hậu vào lúc đó đã cắt tóc vì muốn xuất gia.

## Nguyên nhân sự việc

### Dân gian đồn đại
Sách Thanh triều dã sử đại quan (清朝野史大观), một quẩn sách chuyên tổng hợp những chuyện dã sử lưu truyền rộng rãi vào thời Dân Quốc có nhắc đến chuyện Na Lạp Hoàng hậu cắt tóc làm ni sư ngay tại Hàng Châu, mà không phải quay về cung giam cầm:
| “                                                               | 纳兰后为尼：高宗第二后为纳兰氏，后废为尼，居杭州某寺。废时无明诏。后卒。满人御史某，疏请仍以后礼葬，不许。诏曰：「无发之人，岂可母仪天下哉！」嘉庆五年，始改从后礼，惟仪节稍贬损。 鬒云截去独含颦，不学文昭望孟津。 祔庙但虚椒屋礼，生前依旧俪中宸。 （高宗继后那拉氏，随侍孝圣皇后南巡，忽自剪发，失其常度，中途送还京师。满洲旧族最忌剪发，高宗谕旨谓：「本应废立，以其继位中宫，故优容之。」越数年薨逝，命以皇贵妃礼治丧，不得祔庙。其时有满员上疏力争，谓宜用后礼，留中不发。迨嘉庆四年高宗上仙，始将此折封固，交内阁收贮，至今尚存。或谓废后在杭州为尼者，误也。） . Nạp Lan hậu làm Ni: Cao Tông đệ nhị Hoàng hậu họ Nạp Lan thị, sau phế làm ni, cư ngụ ở ngôi chùa nào đó tại Hàng Châu. Lúc phế không có chiếu. Khi Hậu mất, có Ngự sử người Mãn thỉnh hỏi về lễ táng của Hoàng hậu mãi không được. Chiếu rằng:「"Người không có tóc, nào đảm đương được vị trí mẫu nghi thiên hạ?!"」. Năm Gia Khánh thứ 5, sửa theo lễ thích hợp, nhưng nghi tiết lại giảm sút. Chẩn vân tiệt khứ độc hàm tần, bất học Văn Chiêu vọng mạnh tân, Phụ miếu đãn hư tiêu ốc lễ, sinh tiền y cựu lệ trung thần. (Cao Tông Kế hậu Na Lạp thị, tùy hầu Hiếu Thánh Hoàng hậu nam tuần, chợt tự cắt tóc, thái độ bất bình thường, nên sai đưa về kinh sư. Tục cũ của người Mãn Châu, kỵ nhất là cắt tóc, Cao Tông hạ chỉ dụ nói:「"Thực sự đáng phải bị phế, lấy người khác kế vị Trung cung, nhưng cuối cùng vẫn rộng rãi bỏ qua"」. Qua năm sau thì Hoàng hậu hoăng thệ, lệnh lấy lễ an táng của Hoàng quý phi, thần vị không được thăng phụ Thái Miếu. Lúc đó có đủ loại quan viên thượng sớ tấu, nói nên dùng nghi lễ Hoàng hậu hạ táng, thế nhưng cuối cùng chỉ giữ lại sớ tấu mà không đáp. Đến khi Gia Khánh năm thứ 4, Cao Tông lên trời, đem các sớ tấu năm xưa đều phong bế lại, giao cho Nội các lưu giữ, đến nay vẫn còn. Có cách nói Hoàng hậu bị phế rồi làm Ni sư ở Hàng Châu, thực là cứ cho là nhầm lẫn vậy) | ” |
| — Các đoạn về Na Lạp Hoàng hậu trong Thanh triều dã sử đại quan | |   |

### Ghi chép đương thời
Ghi chép về Na Lạp Hoàng hậu trong Thanh sử cảo:
| “                                                         | Hoàng hậu Ô Lạp Na Lạp thị, con gái Tá lĩnh Na Nhĩ Bố. Hầu Cao Tông khi ở Tiềm để, vị Trắc thất Phúc tấn. Năm Càn Long thứ 2, phong Nhàn phi. Năm thứ 10, tiến Quý phi. Hiếu Hiền hoàng hậu băng, tiến Hoàng quý phi Nhiếp lục cung sự. Năm thứ 15, sách lập Hoàng hậu. Năm thứ 30, Hậu tùy Hoàng thượng Nam tuần, đến Hàng Châu, trái ý của Thượng, Hậu cắt tóc, Thượng càng không vui, lệnh cho Hậu về kinh sư trước. Năm thứ 31, tháng 7, ngày Giáp Ngọ, băng. Thượng đang ở Mộc Lan, mệnh tang nghi đều theo Hoàng quý phi lễ. Từ đó Thượng không còn muốn lập Hoàng hậu nữa. Con trai có hai người: Vĩnh Cơ, Vĩnh Cảnh. Con gái một người, chết sớm. Năm thứ 43, Thượng đi Đông tuần, có người tên Kim Tùng Thiện dâng thư, một xin lập Trữ, sau đó xin lập Hậu. Thượng nhân đó nói:「Na Lạp thị là từ khi Trẫm ở Thanh Cung, đã được Hoàng khảo ban làm Trắc thất Phúc tấn. Sau khi Hiếu Hiền hoàng hậu băng, tuần tự tiến Hoàng quý phi. Qua 3 năm, lập làm Hậu. Về sau phạm tội, Trẫm đã ung dung như cũ. Quốc tục kỵ việc cắt tóc, mà Hoàng hậu thế nhưng ngang nhiên không màng, Trẫm hãy còn bao dung mà không phế mắng. Sau đó Hậu bạo hoăng, (Trẫm) lệnh giảm đi tang nghi, vẫn chưa tước đi vị hàm. Trẫm thấy như vậy là đã tận tình tận nghĩa, huống hồ sau đó cũng không còn muốn lập Hoàng hậu nữa. Tùng Thiện muốn Trẫm hạ chiếu tự kể tội, mà Trẫm có tội gì để tự trách chăng? Mà Tùng Thiện lại thỉnh lập Hậu, nay Trẫm xuân thu đã 60 tuổi, lại còn có lý nào muốn sách lập Trung cung?」. Sau đó triệu Vương đại thần nghị tội Tùng Thiện, luận trảm. | ” |
| — Phần viết Hoàng hậu Ô Lạp Na Lạp thị trong Thanh sử cảo | |   |

Chuyện Na Lạp Hoàng hậu đột ngột bị giam cầm, được sứ giả người Triều Tiên là Hồng Đại Dung (홍대용), một học giả nổi tiếng ở Triều Tiên ghi lại với tâm thế rất bất bình thay cho Hoàng hậu. Ông từng sang triều Thanh làm sứ thần thời Càn Long, và đã ghi chép một số truyện trong cuốn Ngoại tập yến ký (外集燕记), ông từng ghi chép về sự kiện cấm túc Na Lạp Hoàng hậu như sau:
| “                             | Khi ấy Hoàng hậu bị giam ở lãnh cung, là chuyện khiến triều đình bất bình. Năm Càn Long thứ 31, mùa thu, Hoàng hậu qua đời, lấy lễ Quý phi hạ táng. Vốn năm Càn Long thứ 30, Hoàng đế đi Quan Đông săn thú, Hoàng hậu cũng đi theo. Trong cung phát hiện trân bảo bị mất, là một viên đại châu. (Hoàng đế) ra lệnh khắp nơi tìm kiếm, cuối cùng tìm thấy tại 1 hiệu cầm đồ, điều tra ra là Thị vệ trong cung của Hoàng hậu đem viên đại châu bán lấy 400 lượng bạc, lại trên người Thị vệ này lục soát được giấy tờ có bút tích Hoàng hậu, cuối cùng Hoàng đế trảm Thị vệ ấy, còn Hoàng hậu vì vậy bị hạch tội. Kỳ thật, chuyện này không phải Hoàng hậu làm mà là trong cung có chuyên sủng phi tần thiết kế mưu kế vu hãm Hoàng hậu mà thôi! | ” |
| — Ngoại tập yến ký - 外集燕记 | |   |

Trong Văn tự ngục án cung từ (文字狱案供词) của Nghiêm Tăng (严譄), có nói rằng:
| “                                       | Vào năm Càn Long thứ 30, Hoàng đế Nam tuần, đang ở trên đường đến Giang Nam, trước đó Hoàng hậu bị đưa về kinh sư. Tôi khi đó ở quê hương Sơn Tây, tức nghe được có việc này. Mọi người đều nói, Hoàng đế ở Giang Nam muốn lập phi tử, Hoàng hậu không thuận theo, bởi vậy rất xúc động đem tóc cắt đi. Cái này người nói rất nhiều.... Sau đó vào năm thứ 33, tôi dự vào kinh sư, được biết rằng có quan Ngự sử nhân việc Hoàng hậu mất, chưa từng được ban chiếu, nên bất bình đem lễ bộ tham tấu, lại bị khiển trách... Trong lòng vọng tưởng, nếu có thể đem Hoàng hậu sự tình tiến lên viết một Chiết tử, chuẩn hành lãnh chiếu, liền có thể lưu danh bất hủ... | ” |
| — Văn tự ngục án cung từ - 文字狱案供词 | |   |

Trong Khiếu đình tạp lục (啸亭杂录) cũng có ghi lại chuyện tông thất A Vĩnh A (阿永阿) can gián Càn Long Đế việc muốn phế Na Lạp Hoàng hậu.
| “                               | Giác La Thiếu tư khấu A Vĩnh A, lấy Bút thiếp thức lập nghiệp, nhậm Thị lang bộ Hình. Tính thông minh, thiện từ khúc. Khi đảm nhiệm định thẩm sổ sách, từng giơ bút viết rằng:"Một ngòi bút, cũng có thể định đoạt một sinh mệnh". Nạp Lan hoàng hậu bị bệnh, Hoàng đế toan muốn phế, công (A Vĩnh A) muốn can gián, nhưng lại ngại lão nhân gia già cả. Mẫu thân của công ý thức được, ngậm ngùi rằng:"Con vốn là thiên gia hậu duệ quý tộc, dĩ nhiên nên can gián Hoàng đế chuyện này. Nếu lấy cái thân già này cản trở ý chí tận trung của con, chi bằng ta cũng cùng theo con quyết gián!". Công khóc tòng mệnh, lấy rượu từ biệt mẫu thân, khản nhiên thượng sớ can gián. Thuần hoàng đế giận dữ rằng: “A mỗ là tông thích cận thần, sao lấy tật xấu của người Hán, tự từ bỏ tiền đồ của chính mình?". Sau đó, Hoàng đế đặc triệu Cửu khanh bàn luận. Ông Trần Văn Cung nói:"Việc này, đổi lại xảy ra ở trong nhà thần, cũng không thể không có khả năng tương tự!". Thác Trủng Tể Dung rằng:"Đế-Hậu là cha mẹ của chúng thần, cha mẹ bất hoà, phận làm con há có thể nhẫn nhịn, không tranh biện bất chấp thị phi chứ?". Tiền Tư khấu tên Nhữ Thành, nói:"A Vĩnh A còn mẹ đang sống, tận trung những khó có thể tận hiếu". Hoàng đế mắng rằng:"Tiền Trần Đàn còn đang bệnh ở nhà, khanh là con trai độc nhất, sao không về nhà mà tẫn hiếu". Tiền khấu tạ. Cuối cùng Hoàng đế đày công (A Vĩnh A) ra Hắc Long Giang, mệnh Tiền tư khấu từ quan trở về nhà. Qua năm, Hoàng hậu băng thệ, Ngự sử Lý Ngọc Minh dâng sớ yêu cầu Hoàng đế cử hành đại tang 3 năm, liền bị đày tới Y Lê. Hai công chết ở biên ải, về sau cũng không rõ sự việc. | ” |
| — Khiếu đình tạp lục - A Vĩnh A | |   |

Trong Thanh sử cảo, phần Bộ viện đại thần niên biểu, Tiền Nhữ Thành khuất dưỡng ở năm thứ 30, ngày 3 tháng 5; còn ở Thanh sử liệt truyện (清史列传), truyện về Tiền Nhữ Thành cũng ghi là năm thứ 30, tháng 5 thì xin khuất dưỡng. Tuy cả hai bộ đều không nói rõ nguyên nhân Tiền Nhữ Thành khuất quan, song thời gian đều minh xác, có thể thấy câu chuyện ở Khiếu đình tạp lục thập phần đáng tin. Còn chuyện A Vĩnh A vì can gián mà bị bãi chức, thực sự có ghi lại trong Triều Tiên vương triều thực lục:"Càn Long giam cầm Hoàng hậu, mà Hình bộ Thị lang A Vĩnh A cực lực can gián" (Nguyên văn: 乾隆幽囚皇后，而刑部侍郎阿永阿极谏). Thanh sử cảo ghi chuyện A Vĩnh A, ghi nhận ngày 2 tháng 5 năm Càn Long thứ 30, A Vĩnh A bị khiển cách chức.

### Bức thư gửi Nạp Tô Khảng
Năm Càn Long thứ 30, tức ngay năm xảy ra chuyện, vào ngày 20 tháng 6 (âm lịch), tức khoảng gần 4 tháng sau khi Na Lạp Hoàng hậu bị giam lỏng, Càn Long Đế đã bí mật gửi một bức thư đến Nạp Tô Khảng, cháu trai gọi Na Lạp Hoàng hậu là cô mẫu. Bức thư được phát ra là từ ngày 3 tháng 3 cùng năm, gần 1 tuần sau sự kiện Na Lạp Hoàng hậu.
Nội dung bức thư viết:
| “                                                                          | Khi trước, Trẫm cung phụng Hoàng thái hậu giá lâm Hàng Châu, đang muốn trở về, thì ngày hôm trước Hoàng hậu bỗng muốn xuất gia, tùy tiện Tiễn phát. Thân là Hoàng hậu, lại làm chuyện như vậy, thật không thể thống gì cả. | ” |
| — Bức thư Càn Long Đế gửi Nạp Tô Khảng bằng Mãn văn, đã dịch ra tiếng Việt | |   |

Ở đây, [Tiễn phát; 翦发], cùng với [Cạo phát; 剃发], tuy dịch ở tiếng Việt nôm na là dùng vật sắt cắt đi mái tóc, nhưng ở ngôn ngữ đa nghĩa như chữ Hán, hơn nữa là chữ Hán diễn đạt văn hóa của người Mãn, thì đây lại là 2 vấn đề một trời một vực, cần phải được giải thích kỹ càng.
- Cái gọi là [Cạo phát]: chỉ chính là việc hằng ngày cắt tóc, tức cũng gọi "Li phát" (理发). Người nam giới Bát Kỳ triều Thanh bởi vì muốn lưu bím tóc, cho nên yêu cầu thường xuyên chỉnh sửa cắt tóc ở rìa mái. Vào lúc chủ nhân qua đời, hay quốc tang trọng thể, thường yêu cầu 「"Trăm ngày không được cạo phát"」, tức là cấm không được cắt cạo tóc trong vòng 100 ngày diễn ra đại tang, để biểu thị tình trạng ủ rũ không để tâm chỉnh trang tóc tai quần áo, biểu thành kính trọng.
- Còn như gọi là [Tiễn phát]: trong văn thư cũng gọi "Tiệt phát" (截发), đây là một tập tục cổ của người Mãn Châu. Đó là khi chủ nhân hoặc là tôn trưởng qua đời, các nô tài hoặc vãn bối (nam hay nữ đều được) muốn biểu thị tiếc hận đối với người ấy, liền "Tiễn phát" để tỏ tấm lòng. Việc này có chép lại khi Thanh Thế Tổ Thuận Trị Đế băng hà: 「"Thánh Tổ Nhân Hoàng đế cắt bím tóc, thành phục. Từ Thân vương đến Văn Võ các quan, Cố Luân công chúa, Hòa Thạc phúc tấn, Tông nữ, Tá lãnh, Tam đẳng Thị vệ, Mệnh phụ trở lên, toàn bộ thành phục. Nam trích quan anh, cắt bỏ bím tóc, nữ bỏ trang sức và tiễn phát"; 圣祖仁皇帝截发辫，成服。王以下文武各官，固伦公主、和硕福晋以下宗女，佐领、三等侍卫命妇以上，皆成服。男摘冠缨，截发辫，女去首饰，剪发。」.

Sau sự việc của Na Lạp Hoàng hậu, vào ngày 21 tháng 3 (âm lịch) cùng năm, Càn Long Đế còn ra chỉ dụ khen thưởng Nạp Tô Khảng và dự định thăng quan tước cho ông. Thế nhưng cuối cùng vào tháng 5, Càn Long Đế thu hồi sách bảo của Na Lạp Hoàng hậu, Nạp Tô Khảng cùng toàn gia không lâu sau đó phải từ [Mãn Châu Chính Hoàng kỳ] trở lại [Mãn Châu Tương Lam kỳ].

### Nội dung trong Thỉnh an chiết
Theo lời trong bức thư mà Càn Long Đế gửi và thuật lại, thì khi ấy Na Lạp Hoàng hậu đã [tiễn phát], trong khi Hoàng đế và cả Hoàng thái hậu đều còn sống, hẳn là đã phạm đại kị. Tuy nhiên, nguyên nhân vì sao Na Lạp Hoàng hậu đột nhiên muốn xuất gia, ngay cả Càn Long Đế vẫn không hay biết.
Sự việc này liên quan đến Na Lạp Hoàng hậu còn xuất hiện trong loạt "Chu phê thứ" của Càn Long Đế khi phúc đáp tờ chiết thỉnh an của Thập ngũ a ca Vĩnh Diễm, tức là tờ thiết thỉnh an [Thập ngũ a ca thỉnh an chiết; 十五阿哥请安折] hiện còn trưng bày tại bảo tàng Nam Kinh. Nội dung phúc đáp giữa Càn Long Đế và giữa tổng quản Phan Phượng (潘凤), có nói đến sự kiện Càn Long Đế đã tra hỏi cung nữ 3 người bên cạnh Na Lạp Hoàng hậu, ngay cái hôm mà Na Lạp Hoàng hậu cắt tóc:
| “                                               | (Sau khi hồi kinh) Không cho A ca, Công chúa, Mệnh phụ Phúc tấn bọn họ tiếp kiến, phân vị của Hoàng hậu vẫn giữ như cũ. Giữ lại 2 cung nữ đáng tin, còn lại đuổi đi, giữ 10 viên Thái giám. Ở tại Dực Khôn cung dưỡng bệnh, không cho gặp ai hết. Trong cung, Viên Minh viên, tịnh phòng của Hoàng hậu, ngươi cùng Mao Đoàn tinh tế giám sát, nếu có việc gì, chờ Trẫm hồi cung hãy mật tấu. Lại lệnh A ca, Công chúa và các Phúc tấn tiến khứ. Phúc Long An cầm đi các chỉ dụ, ngươi quan sát xem, khi các A ca niệm, (Hoàng hậu) phản ứng như thế nào, nhất nhất ghi nhớ, không cần ghi chép lại, khi tiếp giá ngươi trực tiếp nói với Trẫm. Dụ Vương Thành: Việc Hoàng hậu cắt tóc lần này thật quái đản, ý muốn rời xa. Như thế xem ra hằng ngày nàng rất hận Trẫm! Cung nữ đi theo 3 người, hôm đó rời khỏi phòng, khanh cùng Phúc Long An lập tức tra khảo bọn họ về việc Hoàng hậu cắt tóc ngày hôm ấy. Bọn họ vì sao không lưu tâm? Gọi bọn họ đi ra ngoài, bọn họ liền đi ra ngoài sao? (Hoàng hậu) muốn tự sát, bọn họ lấy gì nói lại với Trẫm?... | ” |
| — Thập ngũ a ca thỉnh an chiết - 十五阿哥请安折 | |   |

Tổng hợp tư liệu hiện có, Na Lạp Hoàng hậu là đột nhiên có ý định xuất gia, quá trình này đến cả Càn Long Đế cũng không phát hiện ra.

## Hậu duệ
Hoàng hậu Na Lạp thị có ba người con với vua Càn Long:
1. Hoàng thập nhị tử Vĩnh Cơ [永璂; 7 tháng 6, năm 1752 - 17 tháng 3, năm 1776], con trai thứ 12 của Càn Long Đế. Cả đời ông không được thụ phong tước hiệu gì. Thời Gia Khánh được truy tặng làm [Bối lặc; 貝勒].
2. Hoàng ngũ nữ [皇五女; 23 tháng 7, năm 1753 – 1 tháng 6, năm 1755], con gái thứ năm của Càn Long Đế.
3. Hoàng thập tam tử Vĩnh Cảnh (永璟; 2 tháng 1, năm 1756 - 7 tháng 9, năm 1757), con trai thứ 13 của Càn Long Đế. Được an táng vào Đoan Tuệ Hoàng thái tử viên tẩm (端慧皇太子园寝).

## Trong văn hóa đại chúng
| Năm  | Phim điện ảnh và truyền hình                          | Diễn viên      | Nhân vật                       |
| 1998 | 《Hoàn Châu cách cách》                               | Đới Xuân Vinh  | Ô Lạp Na Lạp Hoàng hậu         |
| 1999 | 《Hoàn châu cách cách 2》                             | Đới Xuân Vinh  | Ô Lạp Na Lạp Hoàng hậu         |
| 2002 | 《Hoàn Châu cách cách 3: Chi thiên thượng nhân gian》 | Khương Lê Lê   | Ô Lạp Na Lạp Hoàng hậu         |
| 2002 | 《Càn Long du Giang Nam》                             | Khương Hồng    | Ô Lạp Na Lạp Hoàng hậu         |
| 2004 | 《Càn Long và Hương Phi》                             | Ông Hồng       | Ô Lạp Na Lạp Hoàng hậu         |
| 2011 | 《Tân Hoàn Châu cách cách》                           | Đặng Tụy Văn   | Ô Lạp Na Lạp Hoàng hậu         |
| 2012 | 《Chân Hoàn truyện》                                  | Trương Nghiên  | Ô Lạp Na Lạp Thanh Anh         |
| 2014 | 《Cung tỏa liên thành》                               | Dương Minh Na  | Ô Lạp Na Lạp Hoàng hậu         |
| 2017 | 《Họa khuông nữ nhân》                                | Phạm Băng Băng | Ô Lạp Na Lạp Hoàng hậu         |
| 2018 | 《Như Ý truyện》                                      | Châu Tấn       | Ô Lạp Na Lạp Thanh Anh / Như Ý |
| 2018 | 《Diên Hi công lược》                                 | Xa Thi Mạn     | Huy Phát Na Lạp Thục Thận      |